# Nicolaus Ludwig von Zinzendorf
El Conde del Sacro Imperio Nikolaus Ludwig von Zinzendorf und Pottendorf (Dresde, 26 de mayo de 1700-Herrnhut, 9 de mayo de 1760) fue un religioso, teólogo y obispo de la Iglesia Morava, padre del también teólogo Christian Renatus von Zinzendorf (1727-1752).

## Biografía
Era hijo de un chambelán de Augusto II (elector de Sajonia y rey de Polonia) que murió en su infancia. Fue muy influido por su abuela Enriqueta Catalina de Gersdorff y por el pariente y amigo de esta Philipp Jakob Spener, un renombrado predicador del Pietismo alemán. De 1710 a 1715 estudió en el Liceo francés de Halle, lugar marcado también por el Pietismo. De 1719 a 1720, hizo un viaje de estudios a Francia y Holanda; poseía una mente alerta y activa, por lo que entabló amistad con personas de otras confesiones, incluso católicas. Fundó en agosto de 1727 la comunidad de Herrnhut y se consagró desde entonces a anunciar el Evangelio, el trabajo cristiano y las misiones. Fue consagrado obispo de los hermanos moravos en Berlín, el 20 de mayo de 1737. Estuvo casado con la Condesa del Sacro Imperio Erdmuthe Dorotea de Reuss-Ebersdorf y Lobenstein, hija de los Condes Soberanos del Sacro Imperio Enrique X de Reuss-Ebersdorf y Lobenstein y Erdmuthe Benigna de Solms-Laubach.

## Obras
Escribió gran número de himnos, algunos de ellos muy populares. Una selección de sus Sermones fue publicada por Gottfried Clemens en 10 volúmenes; su Diario (1716-1719) por Gerhard Reichel y Josef Theodor Müller (Herrnhut, 1907), y sus Himnos, etc., por H. Bauer y G. Burkhardt (Leipzig, 1900).

## Reconocimientos
- Su nombre figura en el Calendario de Santos Luterano.